# Dan Trant
Dan Trant (Westfield, Massachusetts, 15 de mayo de 1961 - Manhattan, Nueva York, 11 de septiembre de 2001) fue un jugador de baloncesto y operador de bonos de Cantor Fitzgerald en el World Trade Center en Nueva York. Murió durante los atentados del 11 de septiembre de 2001.

## Trayectoria
Trant asistió a la Universidad Clark de Worcester, Massachusetts, donde jugó cuatro temporadas entre 1980 y 1984 para los Cougars en la División III de la NCAA. Fue dos veces All-American durante esos años.
Se presentó al Draft de la NBA de 1984, donde fue seleccionado durante la décima ronda -en la posición 228- por los Boston Celtics. Sin embargo no pudo jugar en la NBA.
En consecuencia Trant optó por jugar profesionalmente en la máxima categoría del baloncesto irlandés, formando parte del Marian BC de Dublín, del North Monastery de Cork y del Claremont Admirals de Ennistymon. También actuó con el Sporting Belfast, un equipo de la capital de Irlanda del Norte que en esa época competía en la NBL de la Irish Basketball Association. 
En el verano de 1985 y en el de 1987 disputó la USBL en su país natal, siendo campeón del torneo en ambas ocasiones. 
Dejó el baloncesto para trabajar en el sector financiero. 

## Selección nacional
Representó a Irlanda a nivel internacional.

## Vida personal
Trant tenía dos hijos, Dan y Alex, y una hija, Jennifer.